# Bathydrilus egenus
Bathydrilus egenus är en ringmaskart som beskrevs av Erséus 1990. Bathydrilus egenus ingår i släktet Bathydrilus och familjen glattmaskar. Inga underarter finns listade i Catalogue of Life.